# Дюссель
51°17′49″ пн. ш. 7°04′37″ сх. д. / 51.296944444444° пн. ш. 7.0769444444444° сх. д.
Дюссель (нім. Düssel) — річка в Німеччині, земля Північний Рейн-Вестфалія, права притока Рейну. 
Джерело річки знаходиться на території садиби Бломрат (місто Вюльфрат) та позначений пам'ятним знаком. 
Поруч, по вододілу проходить межа Вюльфрата та Фельберта. 
Дюссель протікає через ділянку долини Неандерталь, де знайшли останки первісної людини — неандертальця. 
У Дюссельдорфі Дюссель впадає в Рейн.
Назва річки дала назву місту Дюссельдорф та його адміністративному району Дюссельталь. 

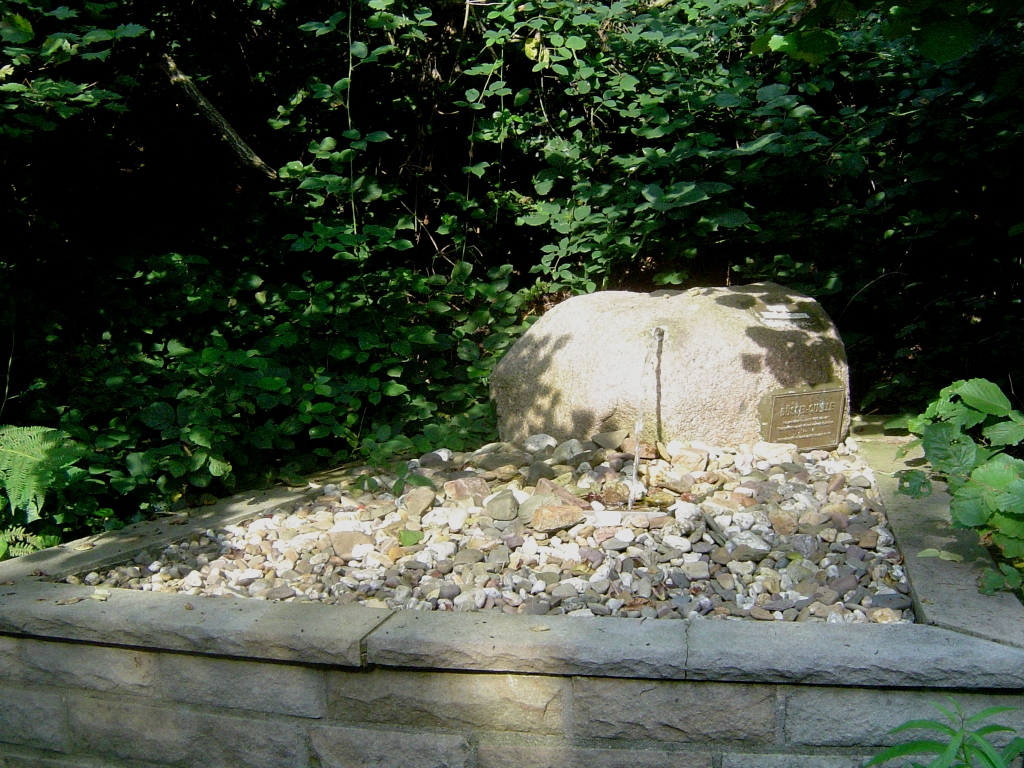
Джерело Дюсселя

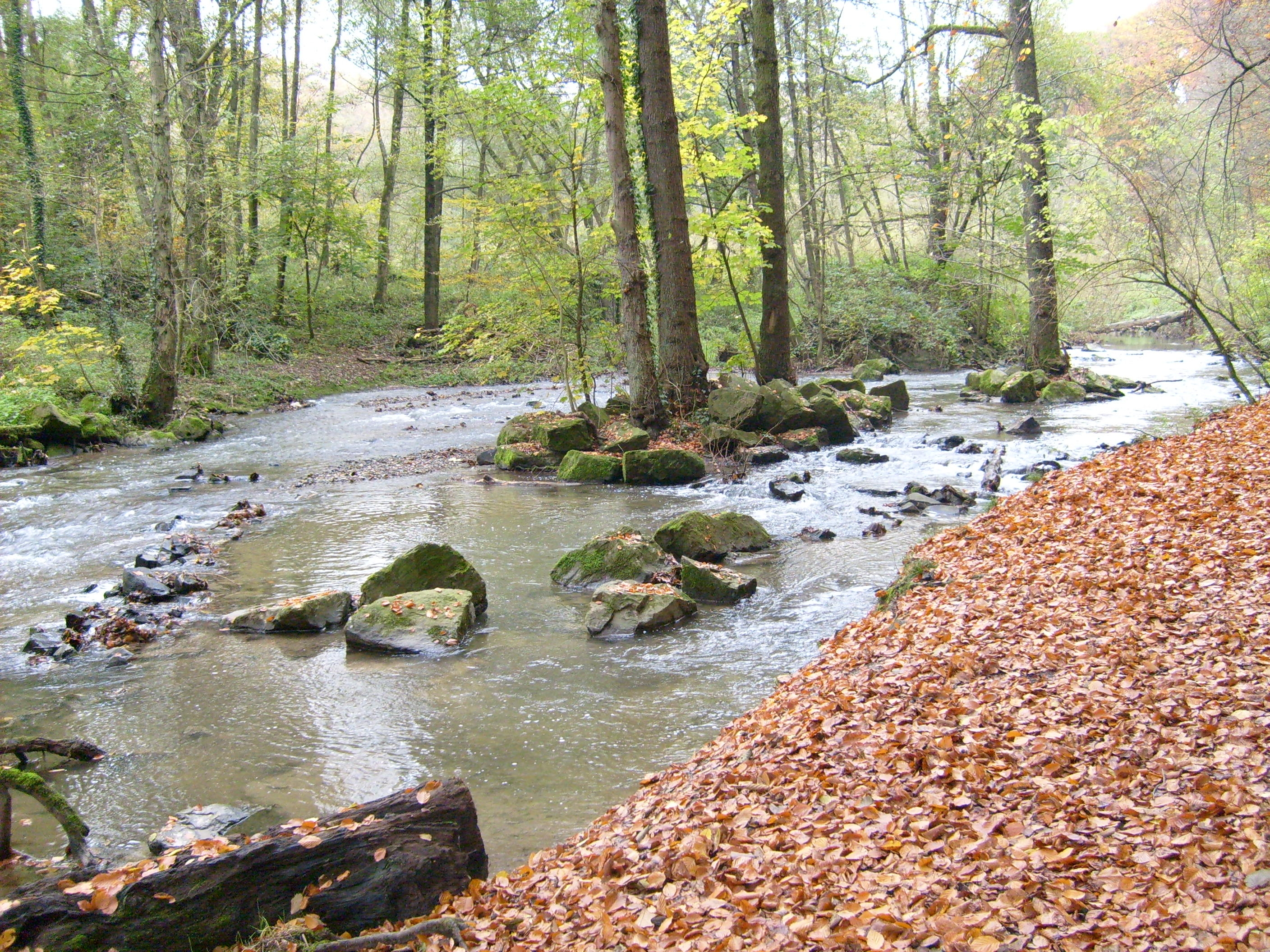
Дюссель восени

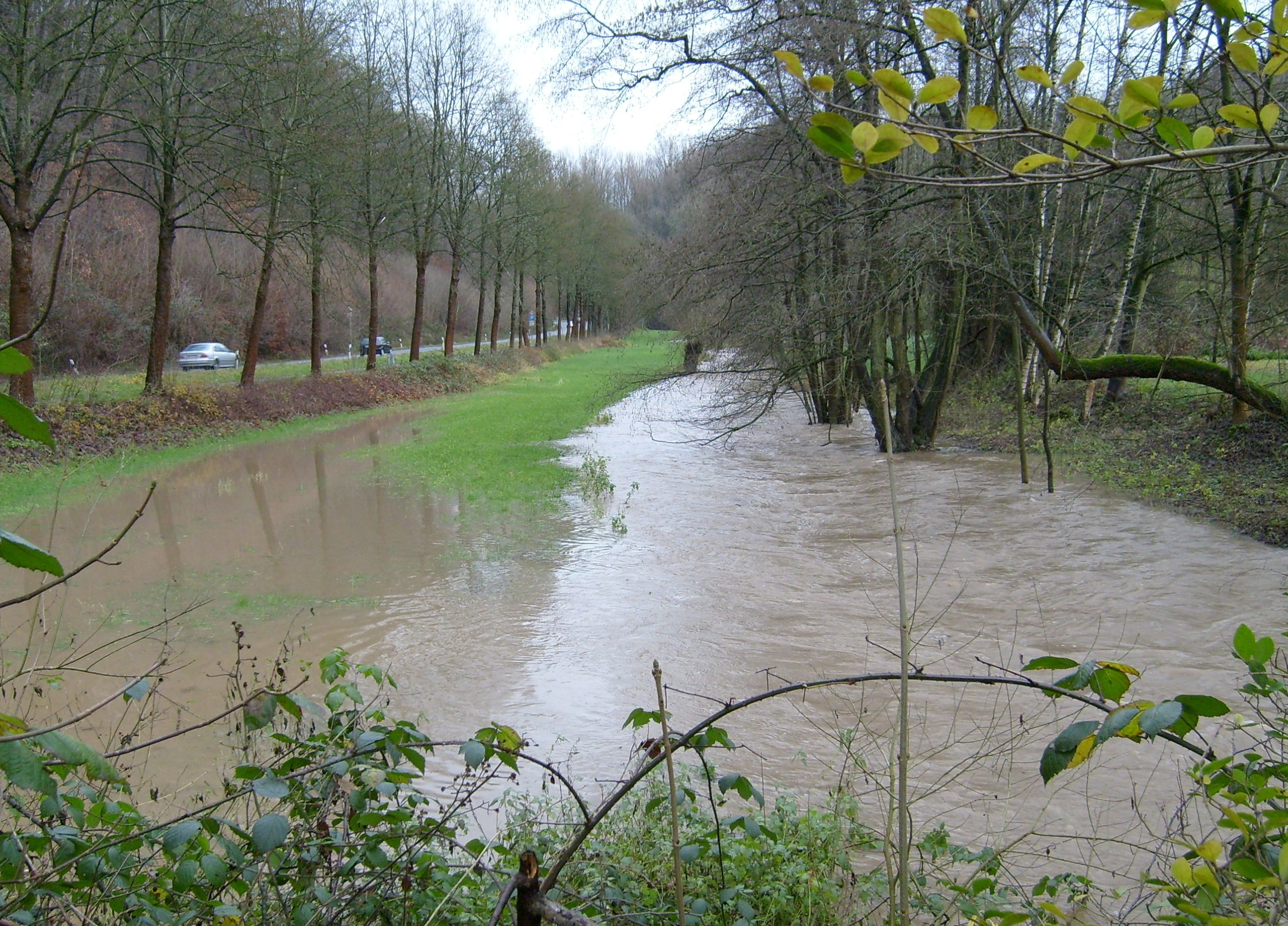
Дюссель навесні

## Топоніміка
Найімовірніше, що слово Дюссель (Düssel) походить від німецького слова Тусіля (у латинській транскрипції «Thusila»), що означає «шумить, вирує». 
У давньонімецькій мові слово писалося як «doson». 
Ще в 1065 році ця невелика річка середньоверхньонімецькою називалася Туссале (Tussale) (шумлива, галаслива, бурхлива), що цілком відповідає напівгірському характеру її течії.
.

## Долина
Входячи в місто (адміністративний район Герресгайм), Дюссель штучно поділяють на два гирла: Північний Дюссель і Південний Дюссель. 
Ця штучна біфуркація річки відбувається поблизу садиби Гоєргоф. 
Нижче за течією обидва гирла знову зазнають штучної біфуркації. 
Від Північного Дюсселя відокремлюється поточок Кіттельбах, а від Південного Дюсселя — поточок Брюккербах. В результаті утворюється досить велика «дельта» Дюсселя, де розташована вся центральна частина міста. 
Власне Південний і Північний Дюсселі в безпосередній близькості від Рейну знову сходяться і впадають до Рейну в Старому місті, сховані у труби, а поточки Кіттельбах і Брюккербах розходяться далеко північ і південь Дюссельдорфа і впадають у Рейн природно. 
Кіттельбах, тече під злітно-посадковою смугою дюссельдорфського міжнародного аеропорту, впадає в Рейн в адміністративному районі Кайзерсверт, а Брюккербах обмежує зі сходу територію ботанічного саду університету і при впаданні в Рейн є межею адміністративних районів Флеє та Гіммельгайст
Штучні біфуркації Дюсселя вбули створені з метою регулювання стоку та припинення небезпечних повеней. 
У точках біфуркації встановлені стулки, за допомогою яких можна за необхідності перенаправляти або обмежувати обсяги їхнього стоку.